# Polígono (computação gráfica)
Polígonos são usados em computação gráfica para compor imagens que são tridimensionais na aparência. Geralmente (mas nem sempre) triangulares, polígonos surgem quando a superfície de um objeto é modelada, vértices são selecionados e o objeto é renderizado em um modelo wireframe. Isto é mais rápido para mostrar que um modelo sombreado; assim, os polígonos são uma etapa na animação por computador. A contagem de polígonos refere-se ao número de polígonos renderizados por quadro.